# Giovanni Cariani

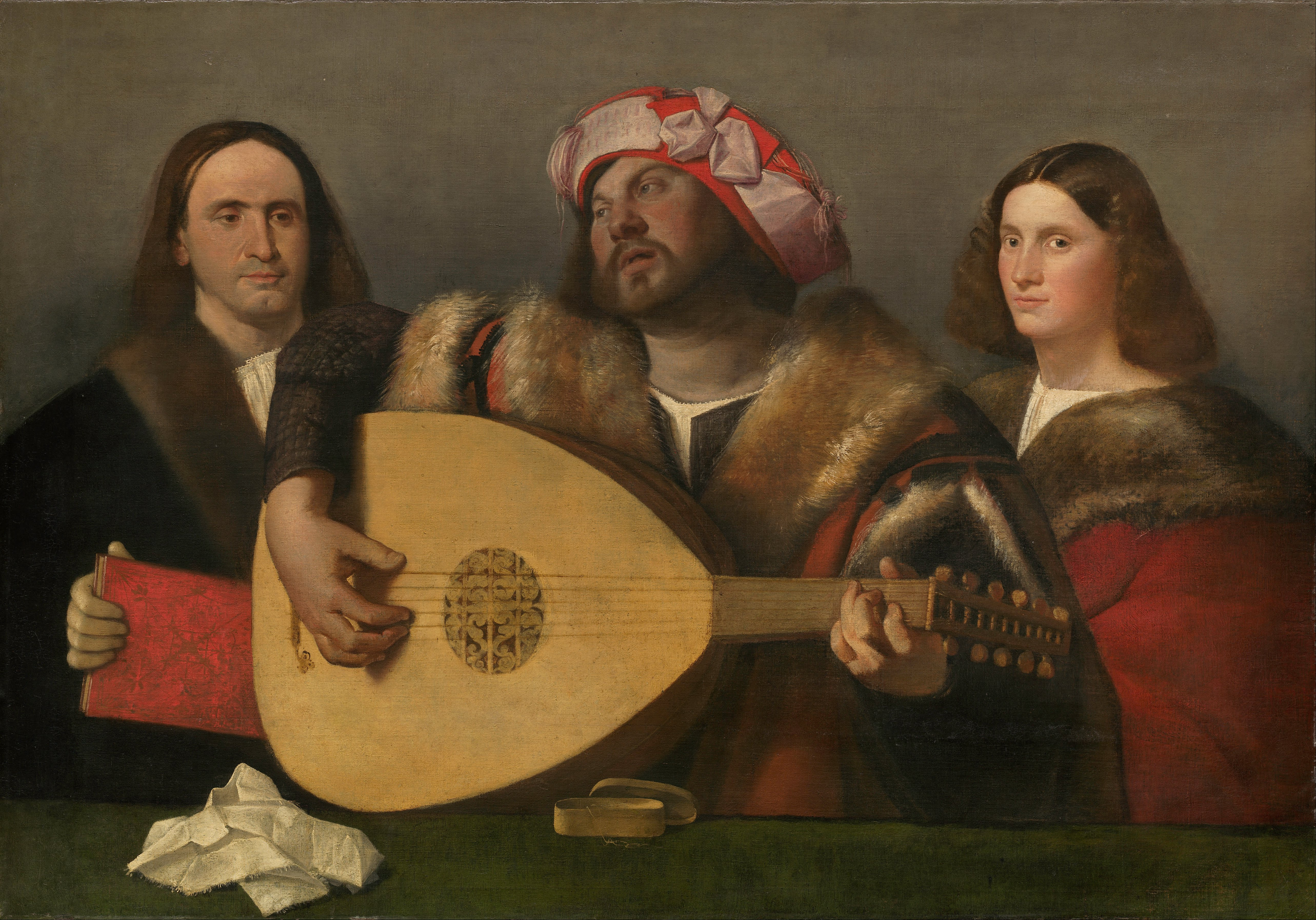
Koncert (1518-20)

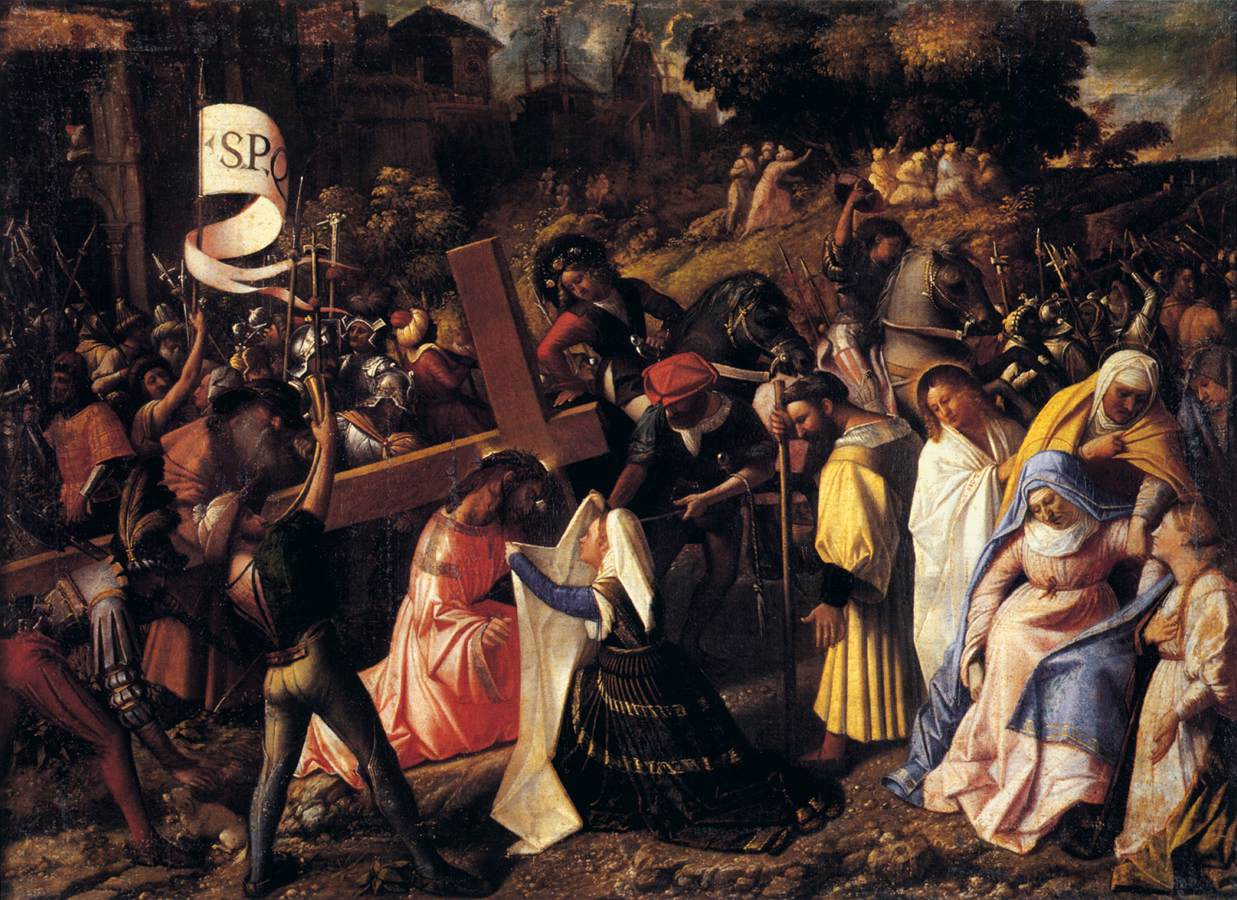
Droga na Kalwarię (ok. 1519)

Giovanni Cariani, właśc. Giovanni Busi (ur. ok. 1485 w San Giovanni Bianco, zm. 1547 w Wenecji) – włoski malarz okresu renesansu.
Pochodził z San Giovanni Bianco w prowincji Bergamo. Ok. 1505 r. osiadł w Wenecji, gdzie uczył się w warsztacie Giovanniego Belliniego. W 1517 r. przeniósł się do Bergamo, a w 1523 r. powrócił do Wenecji. Malował kompozycje religijne, sceny rodzajowe oraz portrety. Pozostawał pod wpływem Tycjana, Sebastiana del Piombo i Giorgionego. 

## Wybrane dzieła
- Droga na Kalwarię –  ok. 1519, 63 x 87 cm, Pinacoteca Ambrosiana, Mediolan
- Koncert –  1518-20, 92 x 130 cm, National Gallery of Art, Waszyngton
- Koncert wiejski –  ok. 1517, 88 × 163 cm, Muzeum Narodowe w Warszawie
- Matka Boska z Dzieciątkiem i świętymi Janem Chrzcicielem i Hieronimem –  86 x 118 cm, Narodowa Galeria Irlandii, Dublin
- Nawiedzenie –  1624-28, 185,5 x 189 cm, Kunsthistorisches Museum, Wiedeń
- Pokłon pasterzy –  ok. 1520, 166 x 174,5 cm, Gemäldegalerie, Berlin
- Portret astronoma –  ok. 1520, 92 x 82 cm, Gemäldegalerie, Berlin
- Portret dwóch młodzieńców –  45 x 63 cm, Luwr, Paryż
- Portret kobiety –  1530-35, 96 x 77 cm, Kunsthistorisches Museum, Wiedeń
- Portret młodego mężczyzny –  1514-16, 64,5 x 55 cm, Gemäldegalerie, Berlin
- Portret wypoczywającej kobiety w pejzażu –  1520-22, 75 x 95 cm, Gemäldegalerie, Berlin
- Święta Rodzina w pejzażu –  1525-35, 62,5 x 75,8 cm, Accademia Carrara, Bergamo
- Święta Rodzina ze świętymi i donatorem –  ok. 1540, 85,8 x 118 cm, National Gallery w Londynie
- Tronująca Madonna ze świętymi –  270 x 211 cm, Pinakoteka Brera, Mediolan
- Uwodzenie –  1515-16, 85 x 96 cm, Ermitaż, Sankt Petersburg